# Lužac
Lužac (en serbe cyrillique : Лужац) est un village du nord-est du Monténégro, dans la municipalité de Berane.

## Démographie

### Évolution historique de la population
| 1948 | 1953 | 1961 | 1971 | 1981 | 1991 | 2003 |
| ---- | ---- | ---- | ---- | ---- | ---- | ---- |
| 371  | 362  | 493  | 663  | 701  | 717  | 823  |